# Minniza hirsti
Espèce
Minniza hirsti est une espèce de pseudoscorpions de la famille des Olpiidae.

## Distribution
Cette espèce se rencontre en Égypte, Algérie et au Mali.

## Étymologie
Cette espèce est nommée en l'honneur d'Arthur Stanley Hirst.

## Publication originale
- Chamberlin, 1930 : A synoptic classification of the false scorpions or chela-spinners, with a report on a cosmopolitan collection of the same. Part II. The Diplosphyronida (Arachnida-Chelonethida). Annals and Magazine of Natural History, sér. 10, vol. 5, p. 1-48 & 585-620.